# Stereodon intextus
Stereodon intextus là một loài Rêu trong họ Hypnaceae. Loài này được (Voit) Brid. mô tả khoa học đầu tiên năm 1827.